# Mónica Bertolino
Mónica Bertolino (Còrdova, Argentina, 12 de juliol de 1957), és una arquitecta argentina, titular de l'Estudi Bertolino-Barrado oficina d'arquitectura, dedicat a la producció d'obres de disseny arquitectònic, urbà, paisatgístic de diverses escales des de 1981 a la data, desenvolupades a les províncies argentines de Còrdova, Santa Fe, Sant Joan i Jujuy i a Espanya. L'estudi va obtenir el Diploma al Mèrit – Arquitectura 2002-2006 en Arts Visuals en els Premis Konex 2012.

## Biografia
Mónica Bertolino va néixer a Còrdova. El seu pare que era arquitecte. Ingressa en la Facultat d'Arquitectura i Urbanisme de la Universitat Nacional de Còrdova durant l'últim any del Taller Total i durant la seva carrera travessa els moments crítics de la dictadura argentina de 1976: assemblees, corregudes al carrer i companys desapareguts. Es gradua en 1981. Reconeix com a referències a Santiago Kunzle, per la seva manera integral de concebre el disseny, a César Naselli per les seves aportacions teòriques per al projecte i Miguel Ángel Roca per la seva gran trajectòria i les referències literàries que emprava a les seves classes.

## Trajectòria
Miguel Ángel Roca la convida a treballar en el seu estudi en l'últim any de la carrera i allí Bertolino coneix a Marina Waisman. Participa posteriorment en els cursos del Postgrau en Preservació d'ella, on participen personalitats preocupades per l'arquitectura llatinoamericana entri vols estaven Silvia Arango i Ruth Verd Zein.
En l'estudi de Miguel Ángel Roca coneix a Carlos Barrado, el seu company laboral i de vida. Des dels inicis van desenvolupar nombrosos concursos, activitat que combinen amb el creixement de la família. En societat amb Carlos Barrado ha realitzat habitatges unifamiliars i col·lectives, locals comercials, edificis institucionals, propostes d'intervenció urbanes i de disseny urbà i paisatgístic. Ha participat en nombrosos concursos (privats i públics, nacionals, provincials, internacionals). Les obres de Bertolino i Barrado es destaquen per una gran sensibilitat pel paisatge i els materials i per la compressió de les possibilitats constructives del mitjà en el qual projecten.
És rellevant el treball de recuperació dels espais públics en la perifèria urbana de Còrdova durant la gestió intendent Rubén Martí entre 1991-1999 el Director de la qual d'Espais Verds era Carlos Barrado. Els parcs i petites places es resolen amb gran enginy reutilitzant elements que estaven en desús en els galpones municipals.

## Premis i reconeixements

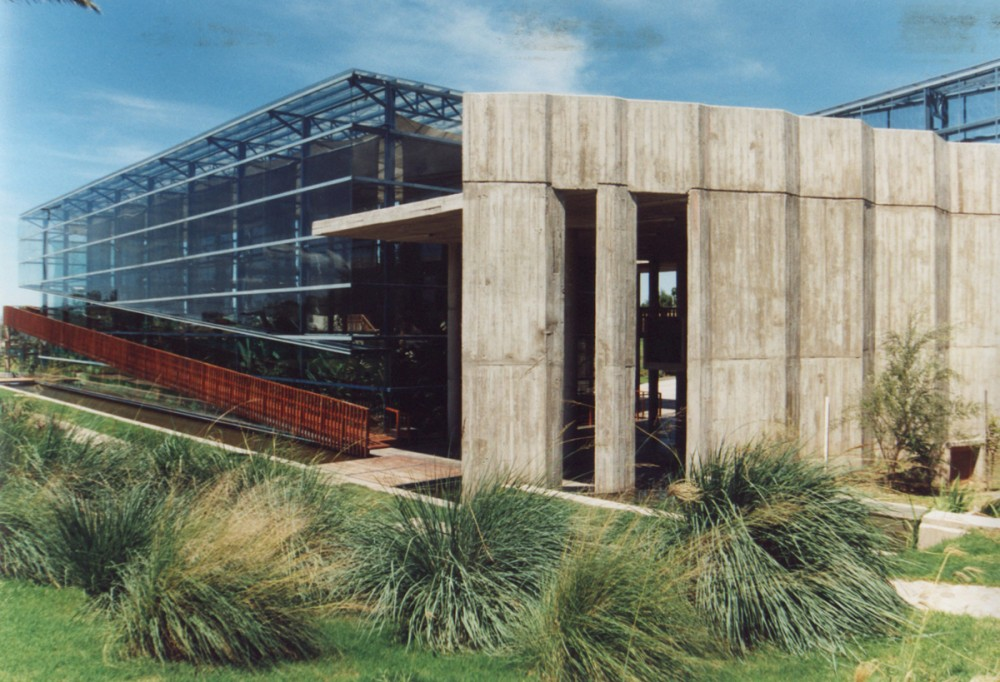
Jardí Botànic de Còrdova

Bertolino i Barrado han estat reconeguts amb el Premi Vitruvi del MNBA i l'Esment d'Honor en la Biennal Panamericana de Quito pel Jardí botànic de la municipalitat de Còrdova (2002).
Van obtenir a més l'Esment en la CPAU (2008), el Premi en la Biennal Iberoamericana d'Arquitectura i Urbanisme Panorama d'Obres per la Granja en Capella de la Muntanya (BIAU, 2010) i van ser nominats al Premi Marcus en Milwaukee (2010). Han guanyat el 3° premi pel projecte urbà Passarel·la Les Varetes i Esment d'Honor per les obres Cases Múltiples i Casa en Potrero de Garay en els Premis ARQ Clarín (2011). En 2012 van ser distingits amb el Diploma al Mèrit – Arquitectura 2002-2006 en Arts Visuals en els Premis Konex. L'obra de l'estudi ha estat àmpliament difosa en mitjans nacionals i internacionals (Summa+, a+o, Casabella, 30-60 quadern llatinoamericà d'arquitectura, La Vanguardia, etc.). Bertolino es destaca a més com a artista plàstica i ha exposat les seves obres en nombroses ocasions.
En paral·lel desenvolupa una intensa activitat acadèmica. És professora titular de la Universitat Nacional de Còrdova i de la Universitat Catòlica de Còrdova. Ha coordinat des de 2009, al costat de Margarita Trlin, la Redsur, projecte de cooperació interuniversitària per explorar les potencialitats que ofereixen certs llocs de la ciutat, a l'espera de la seva articulació urbana i posada en significat.